# Stegnogramma calcicola
Stegnogramma calcicola är en kärrbräkenväxtart som beskrevs av Co. Stegnogramma calcicola ingår i släktet Stegnogramma och familjen Thelypteridaceae. Inga underarter finns listade.